# Hypoctonus
Genre
Hypoctonus est un  genre d'uropyges de la famille des Thelyphonidae.

## Distribution
Les espèces de ce genre se rencontrent en Asie du Sud-Est, dans l'Est de l'Asie du Sud et en Chine au Yunnan.

## Liste des espèces
Selon Whip scorpions of the World (version 1.0) :
- Hypoctonus andersoni (Oates, 1889)
- Hypoctonus binghami (Oates, 1889)
- Hypoctonus birmanicus Hirst, 1911
- Hypoctonus browni Gravely, 1912
- Hypoctonus carmichaeli Gravely, 1916
- Hypoctonus dawnae Gravely, 1912
- Hypoctonus ellisi Gravely, 1912
- Hypoctonus formosus (Butler, 1872)
- Hypoctonus gastrostictus Kraepelin, 1897
- Hypoctonus granosus Pocock, 1900
- Hypoctonus javanicus Speijer, 1933
- Hypoctonus kraepelini Simon, 1901
- Hypoctonus oatesii Pocock, 1900
- Hypoctonus rangunensis (Oates, 1889)
- Hypoctonus saxatilis (Oates, 1889)
- Hypoctonus siamensis Haupt, 1996
- Hypoctonus stoliczkae Gravely, 1912
- Hypoctonus sylvaticus (Oates, 1889)
- Hypoctonus woodmasoni (Oates, 1889)

## Publication originale
- Thorell, 1888 : Pedipalpi e scorpioni dell'Archipelago malesi conservati nel Museo Civico di Storia Naturale di Genova. Annali del Museo civico di storia naturale di Genova, sér. 2, vol. 6, no 26, p. 327-428 (texte intégral).